# Brit Awards 2015
35. gala rozdania BRIT Awards, nagród muzycznych wręczanych przez British Phonographic Industry (BPI), odbyła się w dniu 25 lutego 2015 roku w londyńskiej The O2 Arena. Wydarzenie było transmitowane przez stację ITV, a prowadzącymi byli Anthony McPartlin i Declan Donnelly. Galę śledziło przed telewizorami 5,8 mln widzów, co przełożyło się na ok. 26% udziałów w rynku.
Po dwie statuetki odebrali Ed Sheeran w kategoriach: Brytyjski album roku oraz Najlepszy brytyjski wokalista oraz Sam Smith w kategoriach: Najlepszy brytyjski przełomowy wykonawca oraz Międzynarodowy sukces. Oprócz podwójnych laureatów BRIT Awards, na scenie pojawili się także Taylor Swift, Royal Blood, Kanye West, George Ezra, Paloma Faith, Take That oraz Madonna.

## Zwycięzcy i nominacje
W 2015 roku przyznano nagrody w 13 kategoriach.
| Brytyjski album roku | Najlepszy brytyjski singel |
| --- | --- |
| - Ed Sheeran – X - Alt-J – This Is All Yours - George Ezra – Wanted on Voyage - Royal Blood – Royal Blood - Sam Smith – In the Lonely Hour | - Mark Ronson feat. Bruno Mars – „Uptown Funk” - Calvin Harris – „Summer” - Clean Bandit feat. Jess Glynne – „Rather Be” - Duke Dumont feat. Jax Jones – „I Got U” - Ed Sheeran – „Thinking Out Loud” - Ella Henderson – „Ghost” - George Ezra – „Budapest” - Route 94 feat. Jess Glynne – „My Love” - Sam Smith – „Stay with Me” - Sigma – „Nobody to Love” |
| Najlepsza brytyjska artystka | Najlepszy brytyjski artysta |
| - Paloma Faith - Ella Henderson - FKA twigs - Jessie Ware - Lily Allen                                                                     | - Ed Sheeran - Damon Albarn - George Ezra - Paolo Nutini - Sam Smith |
| Najlepszy brytyjski przełomowy wykonawca                                                                                                   | Najlepszy brytyjski zespół |
| - Sam Smith - Chvrches - FKA twigs - George Ezra - Royal Blood                                                                             | - Royal Blood - Alt-J - Clean Bandit - Coldplay - One Direction |
| Najlepszy brytyjski producent | Wybór krytyków |
| - Paul Epworth - Alison Goldfrapp & Will Gregory - Jake Gosling - Flood                                                                    | - James Bay - George The Poet - Years & Years |
| Najlepsza artystka międzynarodowa | Najlepszy artysta międzynarodowy |
| - Taylor Swift - Beyoncé - Lana Del Rey - Sia - St. Vincent                                                                                | - Pharrell Williams - Beck - Hozier - Jack White - John Legend |
| Najlepszy zespół międzynarodowy | Najlepszy brytyjski teledysk |
| - Foo Fighters - 5 Seconds of Summer - First Aid Kit - The Black Keys - The War on Drugs                                                   | - One Direction – „You & I” - Calvin Harris – „Summer” - Ed Sheeran – „Thinking Out Loud” - Mark Ronson feat. Bruno Mars – „Uptown Funk” - Sam Smith – „Stay with Me” |
| Nagroda za międzynarodowy sukces | |
| - Sam Smith | |